# 龐廷崖
龐廷崖（英語：Ponting Cliff），是南極洲的山崖，位於維多利亞地的彭內爾海岸，處於米爾斯崖以東，由英國探險隊繪入地圖，現時由南極條約體系管理。